# Preu ombra
El concepte de preu ombra s'utilitza en el camp del càlcul d'externalitats i correspon al preu de referència que s'establiria per qualsevol bé en condicions de competència perfecta incloent els costos socials a més dels privats.